# Glief

Verschillende gliefen voor het weergeven van de letter a

Mayaglief voor de 10e dag van de Tzolkinkalender

Een glief of glyphe is een individuele markering of teken in een geschreven medium, dat bijdraagt aan de betekenis van wat er geschreven wordt. Een of meer gliefen vormen samen een grafeem.
Een teken is alleen een glief als het echt van belang is voor wat er wordt geschreven. Zo is in het Latijnse alfabet de punt op de letter i geen glief, aangezien een ı nog steeds wordt geïnterpreteerd als een i. In het Turks is het echter wel een glief, omdat de i met punt en de ı zonder punt daar twee verschillende letters zijn en de punt dus echt noodzakelijk is om aan te geven welke letter er wordt bedoeld.
De term glief bestaat in het Engels sinds 1727 en is afgeleid van het Griekse γλυφή, glyphē (kerf) en het werkwoord γλύφειν, glýphein (uithollen, graveren).
Afhankelijk van het vakgebied of de situatie bestaan er enkele afwijkende definities van het woord glief. In de architectuur wordt het woord glief gebruikt voor een gegraveerd symbool, zoals een pictogram of ideogram. Dit symbool kan deel uitmaken van een schriftsysteem, bijvoorbeeld als lettergreep of logogram. Een bekend voorbeeld zijn de hiërogliefen. In de typografie is een glief een onderdeel van een lettertype.